# استفان فیفر
استفان فیفر (به انگلیسی: Stefan Pfeiffer) (زادهٔ ۱۵ نوامبر ۱۹۶۵) شناگر اهل آلمان غربی است. وی در المپیک سال ۱۹۸۴ موفق به کسب مدال برنز رشته شنای آزاد ۱۵۰۰ متر مردان شد.